# スーパーロボット大戦Y
『スーパーロボット大戦Y』（スーパーロボットたいせんワイ）は、バンダイナムコエンターテインメントより2025年8月28日に発売予定のゲームソフト。「スーパーロボット大戦シリーズ」の一作品。対応プラットフォームはNintendo Switch・PlayStation 5・Steamで、PS5版はシリーズ初の同機種向けタイトルとなる。
キャッチコピーは「右は災厄、左は破滅 ‐ 宿命を越えろ、鋼の守護者（）」。
2025年3月27日のNintendo Directにて2025年中の発売予定が発表された。シリーズの完全新作としては『スーパーロボット大戦30』以来4年振りとなる。

## タイトルの意味合い
アルファベットの「Y」には分岐路や三叉路、Y字路というようなイメージがあり、本作のストーリーに合致した印象があったために採用された。また、タイトル決定後にストーリーや設定にも「Y」の要素が逆輸入されている。
上述したキャッチコピーも、右と左のどちらの選択を選んでも大きな戦いになるというように「Y」をイメージしたようなテーマを表している。

## 開発
本作の開発については、シリーズを継続していく為の今後の展開を見据え『30』まで使用していた専用のハウスエンジンから、Unityに変更されており、プロデューサーの戸澗宏太によると『30』から本作まで4年の歳月が掛かったのはこれら開発環境の移行作業によるものとしている。

## ゲームシステム
アシストリンク
新規追加のゲームシステム。
戦闘に参加しないキャラクターが「アシストクルー」として戦闘支援を行う。
「アシストカウント」を消費して、HPやENの回復、攻撃力アップといったさまざまな効果を付与できる。
アシストクルー
アシストコマンドの使用回数に応じ、各ミッションクリアー時に経験値を入手してランクアップが行える。
ランクアップすると新たな効果を覚えたり、既存の効果がパワーアップする。
アシストカウント
敵を撃墜することで獲得できるポイント。

## 参戦作品
★マークはシリーズ初参戦。◆マークは家庭用初参戦。●マークは機体のみ参戦。

### 一覧
- 勇者ライディーン[3]
- 超電磁ロボ コン・バトラーV[7]
- 聖戦士ダンバイン[7]
- 聖戦士ダンバイン New Story of AURA BATTLER Dunbine[3]
- 重戦機エルガイム[3]
- 機動戦士Ζガンダム[3]
- 機動戦士ガンダム 逆襲のシャア[3]
- ●M-MSV[3]
- 機動武闘伝Gガンダム[7]
- 新機動戦記ガンダムW Endless Waltz[3]
- 機動戦士ガンダムSEED DESTINY[3]
- ★機動戦士ガンダム 水星の魔女 Season1 [4][7][8]
- マジンカイザー 死闘!暗黒大将軍[3]
- ◆ゲッターロボ アーク[4][7][8]
- 銀河機攻隊マジェスティックプリンス[7]
- ◆●マクロスΔ[3]
- ◆劇場版マクロスΔ 激情のワルキューレ[7][8]
- コードギアス 反逆のルルーシュ III 皇道[3]
- コードギアス 復活のルルーシュ
- ★ゴジラ S.P ＜シンギュラポイント＞[3]
- ★SSSS.DYNAZENON[3]

### DLC追加枠
- 銀河旋風ブライガー[9]
- THE ビッグオー[9]
- ★風都探偵 仮面ライダースカルの肖像[9]
- 鋼鉄ジーグ[9]
- ★ゲッターロボ漆黒の漂流者(ダイナミックオリジナル企画)	[9]
- ★伝説の勇者ダ・ガーン[9]

### 解説
上記のほか、「ダイナミック企画オリジナル」が登場する。
コードギアスシリーズはゼロレクイエムのシーンに『皇道』のものが使用され、シナリオは『復活のルルーシュ』がメインとして使用される。
『水星の魔女』についてはSeason2の展開については一切含まれないとしている。『SSSS.DYNAZENON』については新規機体が隠し要素として用意されている。

### パッケージ登場機体
- ライディーン（勇者ライディーン）
- コン・バトラーV（超電磁ロボ コン・バトラーV）
- エルガイム（重戦機エルガイム）
- レッドファイブ（銀河機攻隊 マジェスティックプリンス）
- 紅蓮特式（コードギアス 復活のルルーシュ）
- ゲッターアーク（ゲッターロボ アーク）
- VF-31 ジークフリード（マクロスΔシリーズ）
- ガンダム・エアリアル（機動戦士ガンダム 水星の魔女）
- ダイナゼノン（SSSS.DYNAZENON）
- ジェットジャガー（ゴジラ S.P）

## オリジナルキャラクター
月ノ輪クロス
声 - 深川和征
デザインは渡邉亘
ルーンドラッヘに搭乗する。NINJA集団「特戦隠密・朧」の頭領であり、任務の遂行を最優先する。任務遂行のためならば一切の私情を捨てる覚悟を持つ。
月ノ輪フォルテ
声 - 山根綺
デザインは渡邉亘。
ルーンドラッヘIIに搭乗する。NINJA集団「特戦隠密・朧」の隊員であるが、NINJAとしての経験は浅く、未熟者。性格はポジティブ。
エチカ・Y・フランバーネット
声 - 石見舞菜香
機動要塞都市「エーアデント」の所有者。生真面目で、熱心であるが、他者とのコミュニケーションの取り方は不器用なところもある。
アニーナ・セルヴァーニア
声 - 佐藤利奈
デザインは渡邉亘。
エチカの家庭教師。
ノーヴィー・ディッケンス
声 - 松山鷹志
デザインは渡邉亘。
エーアデント艦長。
ミナ・ナライブ
声 - 七蒼花梨
デザインは渡邉亘。
エーアデントのオペレーター。

## オリジナルメカ
ルーンドラッヘ
デザインはMがんぢー。忍者をデザインモチーフとする。
格闘戦が得意な機体であり、エナジーマフラー「霊粒編布（）」が外観の特徴となっている。
肩部にはビームマシンキャノン「光粒弾」を内蔵する。
武装として、忍者刀「龍爪刀（）」、大型手裏剣「双龍牙・天」、小型手裏剣「双龍牙・地」、クナイ「龍鱗（）」を装備する。
超限定版にはゲーム本編に加えて、アクションフィギュア「ROBOT魂 ＜SIDE OG＞ ルーンドラッヘ」が同梱される。
ルーンドラッヘII
デザインはMがんぢー。
エーアデント
デザインはMがんぢー。
機動要塞都市。甲板のドームに都市を持つ、巨大艦。エチカ・Y・フランバーネットの所有物。
エーアデントの防衛がストーリー上の目的のひとつになる。
サイバスター
魔装機神シリーズなどに登場するバンプレストオリジナル機体。早期購入・予約特典として機体が入手できるエリアミッションが解放される。
ヴァングネクス、グランヴァング
スーパーロボット大戦Vの主人公機体。早期購入・予約特典として機体が入手できるエリアミッションが解放される。
ゼルガード
スーパーロボット大戦Xの主人公機体。DLC1&2セットを購入特典。
ティラネード、ティラネード・レックス
スーパーロボット大戦Tの主人公機体。DLC1&2セットを購入特典。

## 楽曲
オープニング主題歌
- 「反撃 Fight Back!」 - JAM Project

### プレミアムサウンド＆データパック収録曲
- 以下の記述で「プレミアムサウンド＆データパック」を「PS&DP」と英略している箇所あり。

前作『スーパーロボット大戦30』同様、「プレミアムサウンド＆データパック」と題し、各ユニットの出自作品で用いられていた「アニメソング&サウンド」31曲（ゲーム用に尺を調整した盤）と、「PS&DP」用として歴代スパロボ作品から選ばれた「オリジナルBGM」15曲あわせて全46曲を、BGMとして戦闘時に流すことが可能となるダウンロードコンテンツが用意された。（パッケージ版・ダウンロード版、家庭用機・Steamを問わず、ほぼ全てのソフト購入者が任意で購入して導入できる）なお55ページのデジタル設定資料も同梱される。
- 記載は公式情報を基準としているが、一部作品では発表（放送）順に再配置している。また同様に一部作品名を正式表記にしている。
  - 主題歌について、複数のオープニングテーマを収録している作品は「1st」、「2nd」と表記。

アニメソング&サウンド一覧
1. 勇者ライディーン - 子門真人、コロムビアゆりかご会（『勇者ライディーン』主題歌）
2. 神と悪魔 - 子門真人（『勇者ライディーン』挿入歌）
3. コン・バトラーVのテーマ - 水木一郎、ザ・プレッスン・フォー（『超電磁ロボ コン・バトラーV』主題歌）
4. ダンバイン とぶ - MIO（『聖戦士ダンバイン』主題歌）
5. モノローグを染めて - 辛島美登里（『聖戦士ダンバイン New Story of AURA BATTLER Dunbine』2nd主題歌）
6. エルガイム-Time for L-GAIM- - MIO（『重戦機エルガイム』1stオープニングテーマ）
7. 風のノー・リプライ - 鮎川麻弥（『重戦機エルガイム』2ndオープニングテーマ）
8. 宇宙を駆ける〜ゼータの発動 - 三枝成彰（作曲）（『機動戦士Ζガンダム』BGM）
9. BEYOND THE TIME (メビウスの宇宙を越えて) - TM NETWORK（『機動戦士ガンダム 逆襲のシャア』主題歌）
10. FLYING IN THE SKY - 鵜島仁文（『機動武闘伝Gガンダム』1stオープニングテーマ）
11. Trust You Forever - 鵜島仁文（『機動武闘伝Gガンダム』2ndオープニングテーマ）
12. 燃えあがれ闘志 忌まわしき宿命を越えて - 田中公平（作曲）（『機動武闘伝Gガンダム』BGM）
13. LAST IMPRESSION - TWO-MIX（『新機動戦記ガンダムW Endless Waltz特別版』 主題歌）
14. ignited -イグナイテッド- - T.M.Revolution（『機動戦士ガンダムSEED DESTINY』主題歌）
15. Meteor -ミーティア- - T.M.Revolution（『機動戦士ガンダムSEED DESTINY』挿入歌）
16. 祝福 - YOASOBI（『機動戦士ガンダム 水星の魔女』1st Season主題歌）
17. 魔神見参!! - JAM Project featuring 遠藤正明（『マジンカイザー 死闘!暗黒大将軍』挿入歌）
18. FIRE WARS - JAM Project featuring 影山ヒロノブ（『マジンカイザー 死闘!暗黒大将軍』関連楽曲））
19. Bloodlines〜運命の血統〜 - JAM Project（『ゲッターロボアーク』主題歌）
20. 私は想像する - 昆夏美（『銀河機攻隊マジェスティックプリンス』1stオープニングテーマ）
21. PROMPT - 昆夏美（『銀河機攻隊マジェスティックプリンス』2ndオープニングテーマ）
22. ワルキューレは裏切らない - ワルキューレ（『劇場版マクロスΔ 激情のワルキューレ』挿入歌）
23. 一度だけの恋なら - ワルキューレ（『劇場版マクロスΔ 激情のワルキューレ』挿入歌）
24. AXIA〜ダイスキでダイキライ〜 - ワルキューレ（『劇場版マクロスΔ 激情のワルキューレ』挿入歌）
25. WORLD END - FLOW（『コードギアス 反逆のルルーシュIII 皇道』挿入歌））
26. リバイブ - UNIONE（『コードギアス 復活のルルーシュ』主題歌）
27. 美しき獣の為の - ALI PROJECT（『コードギアス 復活のルルーシュ』挿入歌）
28. in case... - BiSH（『ゴジラS.P＜シンギュラポイント＞』主題歌）
29. ゴジラ出現のテーマ-シンギュラポイント- - 沢田完（『ゴジラS.P＜シンギュラポイント＞』BGM）
30. インパーフェクト - オーイシマサヨシ（『SSSS.DYNAZENON』主題歌）
31. My Way - アンチ (CV:鈴村健一)（『SSSS.GRIDMAN』挿入歌）

オリジナルBGM一覧
1. ZEUTH（『スーパーロボット大戦Z』BGM）
2. ZEXIS（『第2次スーパーロボット大戦Z』BGM）
3. Z-BLUE（『第3次スーパーロボット大戦Z』BGM）
4. 天駆けよ、戦士達（『スーパーロボット大戦V』BGM）
5. ExCross（『スーパーロボット大戦X』BGM）
6. 虎の尾を踏め！（『スーパーロボット大戦T』BGM）
7. ANGER INVERSION（『第3次スーパーロボット大戦Z』BGM）
8. Raise the anchor!（『スーパーロボット大戦V』BGM）
9. With All Might（『スーパーロボット大戦X』BGM）
10. 勝利と明日を重ねて（『スーパーロボット大戦T』BGM）
11. MAXIMUM BREAK!!（『第3次スーパーロボット大戦Z』BGM）
12. 運命への反抗（『スーパーロボット大戦UX』BGM）
13. 境界を超えた者達（『スーパーロボット大戦BX』BGM）
14. Beyond 30th（『スーパーロボット大戦30』BGM）
15. 死線を越える翼は我に（『スーパーロボット大戦30』BGM）